# Каирка
Каирка (укр. Каїрка) — село в Мирненской поселковой общине Скадовского района Херсонской области Украины. В 2022 году, во время вторжения России на Украину, село было захвачено. На данный момент находится под оккупацией ВС РФ.
Население по переписи 2001 года составляло 328 человек. Почтовый индекс — 75830. Телефонный код — 5530. Код КОАТУУ — 6523287702.

## Местный совет
75830, Херсонская обл., Каланчакский р-н, с. Червоный Чабан, ул. Ленина, 23